# 24. domobranski pehotni polk (Avstro-Ogrska)
Za druge 24. polke glejte 24. polk.
24. domobranski pehotni polk (izvirno nemško k.k. Landwehr Infanterie Regiment Nr. 24; dobesedno slovensko: Cesarsko-kraljevi deželnobrambovski pehotni polk št. 24) je bil pehotni polk avstro-ogrskega Domobranstva.

## Zgodovina
Polk je bil ustanovljen leta 1900.

### Prva svetovna vojna
Naborni okraj polka je bil dunajsko okrožje B in Znojmo, pri čemer so bile polkovne enote garnizirane v celoti na Dunaju.
Med prvo svetovno vojno se je polk bojeval tudi na soški fronti.

## Poveljniki polka
- 1914: Otto Richter[1]